# Giovanni Battista Bibolini
Giovanni Battista Bibolini (Lerici, 12 settembre 1875 – Lerici, 18 settembre 1955) è stato un imprenditore, armatore e dirigente sportivo italiano.

## Biografia
Figlio di Pietro e Maria Niccolini, nasce a Lerici nel 1875, in Provincia della Spezia. Alla Regia Scuola Superiore Navale di Genova studia Ingegneria navale e meccanica laureandosi nel 1898 a pieni voti all'età di ventidue anni.
Inventa un metodo per rigenerare l'olio esausto,  mette a punto il relativo macchinario e ne cede il brevetto alla ditta francese Folzer.
Con i capitali così ottenuti finanzia la costruzione, nel Cantiere navale del Muggiano (La Spezia), delle prime navi di una sua flotta commerciale, la “Bibolini ing. Giobatta”.
Per portare lavoro nella propria terra sceglie di preferenza gli equipaggi tra i suoi concittadini e profonde donazioni e capitali per la creazione di varie assistenze pubbliche per i marittimi locali.
Nel 1926 acquista la Villa Marigola nella località di San Terenzo e ne fa restaurare edificio e giardino dall'architetto Franco Oliva.
Nel 1929 è eletto deputato alla Camera per il PNF e confermato nel 1934. Nel 1939 è consigliere nazionale della Camera dei Fasci e delle Corporazioni . Viene nominato senatore nel 1943.
Istituisce la Coppa Byron come gara internazionale di nuoto e regate veliche tra Lerici e la Costa Azzurra.
Viene anche ricordato per essere stato il presidente dello Spezia Calcio dal 1938 al 1942.
| Preside della Provincia di La Spezia (1932-1935) | |
| Cariche amministrative:                          | Membro della Deputazione provinciale di Genova (1921)                                                                       |
| Cariche e titoli:                                | Vicepresidente della Camera di commercio di La Spezia (1935-1942) Presidente dell'Ente provinciale del turismo di La Spezia |